# DAViCal
DAVical es un servidor de calendarios compartidos. Es una implementación del protocolo CalDAV que está diseñado para almacenar recursos de calendarios sobre un servidor de intercambio remoto. Los eventos son almacenados en una base de datos SQL y la información entre el cliente y el servidor es intercambiada usando el formato iCalendar.

## Características
La administración del servidor de calendario se hace por medio de una interfaz web usando un navegador web. Se puede acceder por medio de la red o localmente.

## Interfaz
Varias interfaces puede ser usadas con el servidor DAViCal. Esto incluye Evolution, Chandler, Mulberry y el complemento para el cliente de correo electrónico de Mozilla Lightning.

## Acceso al contenido
Los eventos son guardados en el servidor y pueden ser consultados por medio de la red, lo que significa que el calendario puede ser visto desde cualquier lugar que tenga conexión a Internet. En el caso de que los usuarios locales experimenten una falla de disco no significan que se pierdan los datos. La aplicación puede importar calendarios iCalendar (.ics, el estándar de facto para calendarios). Múltiples calendarios pueden ser agregados y compartidos, permitiendo varios niveles de permisos para los usuarios. Esto permite la colaboración e intercambio de calendarios entre grupos. Cada calendario puede tener permisos individuales o permisos de grupo de usuarios.

## Compartiendo Calendarios
DAViCAL combinado con una interfaz adecuada, permite que múltiples calendarios puedan ser creados y mostrados en una misma ventana. Cada uno de los calendarios puede ser compartido como solo lectura o como el completo control para la edición, y también especificando una persona o con todo el mundo (calendario público).

## Sincronización con dispositivos
Cualquier dispositivo que esté habilitado para instalar una de las interfaces clientes y con acceso a la red puede sincronizar con el servidor DAViCal.

## Compatibilidad
DAViCal soporta CalDAV y CardDAV, con alguna compatibilidad hacia atrás sobre WebDAV. Requiere como prerrequisitos un servidor web que pueda ejecutar PHP y una base de datos (actualmente PostgreSQL 8.1 o superior). Paquetes RPM para RedHat/Fedora/CentOS y sistemas GNU/Linux derivados están disponibles, así como paquetes .deb para Debian/Ubuntu y distribuciones derivadas. El código fuente está disponible para distribuciones GNU/Linux o para ser copiladas en Windows.
- Datos: Q3011119